# Cibakháza
Cibakháza là một làng thuộc hạt Jász-Nagykun-Szolnok, Hungary. Làng này có diện tích 38,21 km², dân số năm 2010 là 4426 người, mật độ 116 người/km².